# منار عبدالکریم
منار عبدالکریم روستایی از توابع بخش مرکزی شهرستان ملکشاهی است.
این روستا در دهستان شوهان قرار دارد.